# União da Serra
União da Serra est une municipalité brésilienne située dans l'État du Rio Grande do Sul.